# キャンディーベイベー/マーマメード
『キャンディーベイベー/マーマメード』は、河辺千恵子の2005年7月25日に発売された4thシングル。

## 収録曲
1. キャンディーベイベー
  - 作詞：MARU / 作曲：室姫深
  - BSフジ「ELVIS」エンディングテーマ
2. マーマメード
  - 作詞：MARU / 作曲：清水哲平
3. キャンディーベイベー (instrumental)
4. マーマメード (instrumental)